# Pixley Ka Isaka Seme Local Municipality
Pixley Ka Seme, auch Dr Pixley Ka Isaka Seme (englisch Dr Pixley Ka Isaka Seme Local Municipality), ist eine Lokalgemeinde im Distrikt Gert Sibande der südafrikanischen Provinz Mpumalanga. Der Sitz der Gemeindeverwaltung befindet sich in Volksrust. Bürgermeister ist Phalaborwa Vincent Malatsi.
Benannt ist der Distrikt nach dem 1951 verstorbenen Politiker Pixley ka Isaka Seme.

## Städte und Orte
- Amersfoort
- Charlestown
- Daggakraal
- Paardekop
- Palmietfontein
- Volksrust
- Wakkerstroom

## Bevölkerung
Von den 83.235 Einwohnern im Jahr 2011 auf einer Fläche von Fläche von 5227 Quadratkilometern waren 90,5 % schwarz, 7,4 % weiß, 1,2 % Inder bzw. Asiaten und 0,6 % Coloured. Erstsprache war zu 82,2 % isiZulu, zu 6,8 % Afrikaans, zu 2,3 % Englisch, zu 2,2 % Sesotho, zu 2 % Siswati und zu 1 % isiNdebele.

## Naturschutzgebiete
- Ossewakop Private Nature Reserve
- Paardeplaats Nature Reserve